# Соточино
Соточино е бивше село в Северозападна България, в Михайловградския окръг. През 1958 г. е слято със село Илица и двете образуват новото село Гаврил Геново (на което става квартал).
Намирало се е на десния бряг на река Огоста и левия на Дългоделска Огоста.
В историческите извори Соточино се споменава също като Сааточин, Сѫточина, Съточино, Сотучино и Сутучино.